# Carlos Cuevas
Pour les articles homonymes, voir Cuevas.
Carlos Cuevas Sisó, né le 27 décembre 1995 à Montcada i Reixac, en Catalogne, est un acteur espagnol. 
Il est principalement connu pour sa participation dans la série de TV3, Merlí, et pour son interprétation d'Alonso dans la mini-série Netflix Quelqu'un doit mourir.

## Carrière
En 2002, il a débuté à 6 ans comme enfant-acteur dans La mujer de hielo, un film de TVC dirigé par Lidia Zimmerman. En 2004, il débute dans le doublage pour des campagnes publicitaires de télévision et de radio, et il joue dans des courts-métrages publicitaires. Il débute en 2003 à la télévision avec un épisode de Trilita, une série de TV3, dirigé par El Tricicle. Également sur TV3 en 2005, il joue le rôle de Biel dans la série Ventdelplà pendant 330 épisodes. En 2009, il obtient son premier rôle au cinéma avec le film de Xavi Giménez, Cruzando el límite et produit par Filmax. En 2011, il débute dans le théâtre avec la pièce de théâtre Madame Melville de Richard Nelson et Àngel Llàcer. De fin 2011 jusqu'en 2012, il joue dans une série d'Antena 3, Luna, el misterio de Calenda le rôle de Tomás, garçon dans une chaise roulante. C'est surtout cette série qui lui a donné une  célébrité certaine et qui lui vaut d'être nommé en janvier 2013 pour le Celébrité Award catalan.
Tout jeune acteur, il se fait actuellement une carrière au Théâtre national de Catalogne. Il joue Rocco dans la grande salle Teatre Nacional de Catalunya du 20 décembre 2012 au 3 février 2013 dans Els nostres tigres beuen llet d'Albert Espinosa et du 8 mai au 22 juin 2013 Tinet dans Barcelona, de Pere Riera ,.
En 2025, il est nommé aux Prix Gaudí 2025 en tant que meilleur acteur dans un second rôle pour le film El 47 de Marcel Barrena.

## Filmographie

### Cinéma
- 2002 : La mujer de hielo de Leonardo Bechini : Joan
- 2010 : Cruzando el límite de Xavi Giménez : Dani, le frère cadet de Fran
- 2015 : Comment j'ai failli rater mon mariage de María Ripoll : Dani
- 2019 : Gente que viene y bah de Patricia Font : Léon
- 2020 : El verano que vivimos de Carlos Sedes : Carlos
- 2021 : Plus on est de fous de Paco Caballero : Ivan
- 2022 : La piel del tambor de Sergio Dow : Padre Cooey
- 2024: El 47 de Marcel Barrena : Pasqual

### Télévision
- 2005-2010 : Ventdelplà : Biel Delmàs (358 épisodes)
- 2012 : Luna, el misterio de Calenda : Tomás (12 épisodes)
- 2015-2018 : Philo (Merli) : Pol Rubio (40 épisodes)
- 2016 : Le Ministère du temps : Javier (Nexus 6) (3 épisodes)
- 2017-2019 : Cuéntame cómo pasó : Marco (41 épisodes)
- 2019 : 45 revoluciones : Robert Aguirre (13 épisodes)
- 2019-2021 : Philo : Sapere aude : Pol Rubio (16  épisodes)
- 2020-2021 : Memorias de Idhún : Alsan (voix)
- 2020 : Quelqu'un doit mourir (Netflix) : Alonso (3 épisodes)
- 2021 : Leonardo : Salaì (mini-série - 6 épisodes)
- 2022 : Sans Limites (Amazon Prime/RTVE) : Martino (mini-série - 6 épisodes)
- 2022 : Les histoires pour ne pas dormir (Amazon Prime) : Javier jeune (1 épisode)
- 2022 : Smiley (Netflix) : Álex (8 épisodes)

### Théâtre
- 2011 : Madame Melville
- 2012-2013 :  Els nostres tigres beuen llet : Rocco
- 2013 : Barcelona : Tinet